# Pouteria torta
Pouteria torta är en tvåhjärtbladig växtart som först beskrevs av Carl Friedrich Philipp von Martius, och fick sitt nu gällande namn av Ludwig Radlkofer. Pouteria torta ingår i släktet Pouteria och familjen Sapotaceae.

## Underarter
Arten delas in i följande underarter:
- P. t. gallifructa
- P. t. glabra
- P. t. torta
- P. t. tuberculata

## Bildgalleri

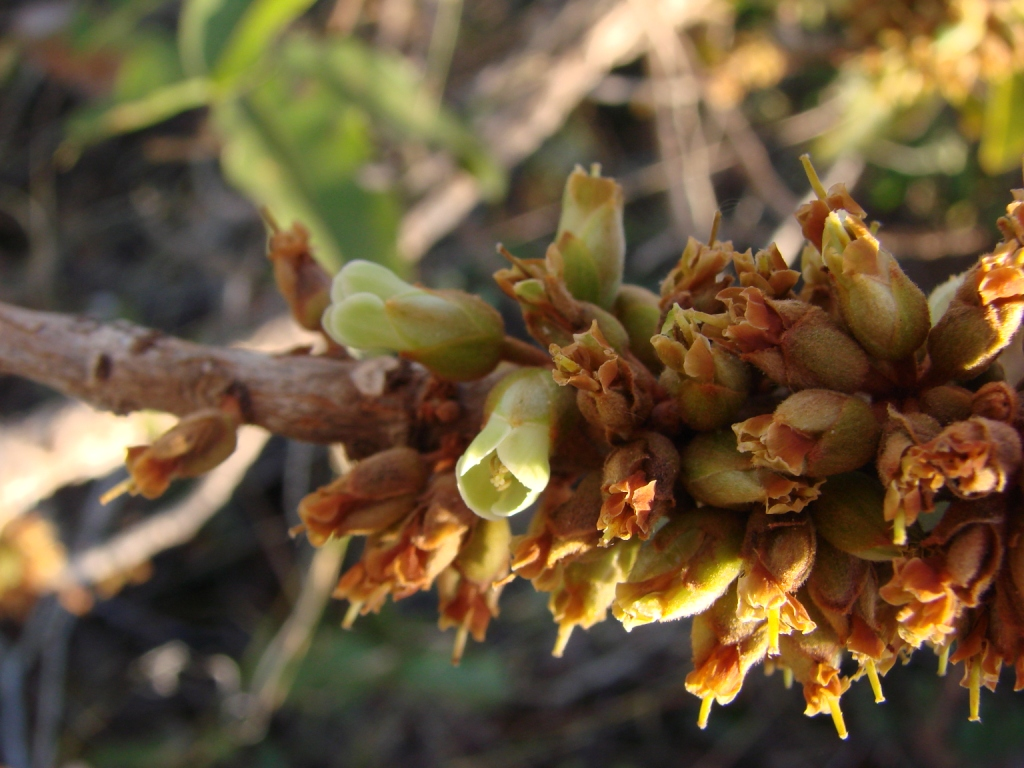
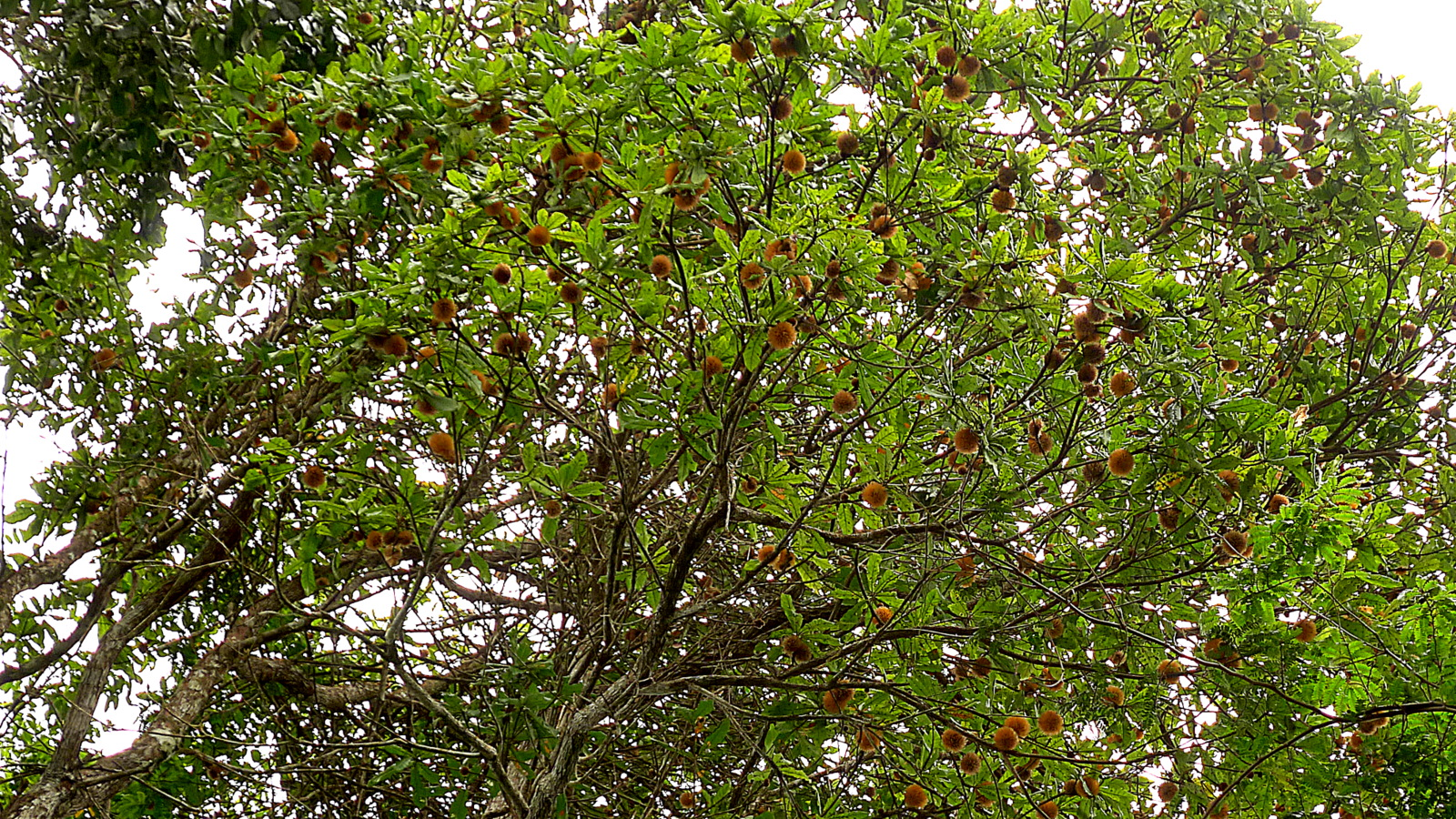
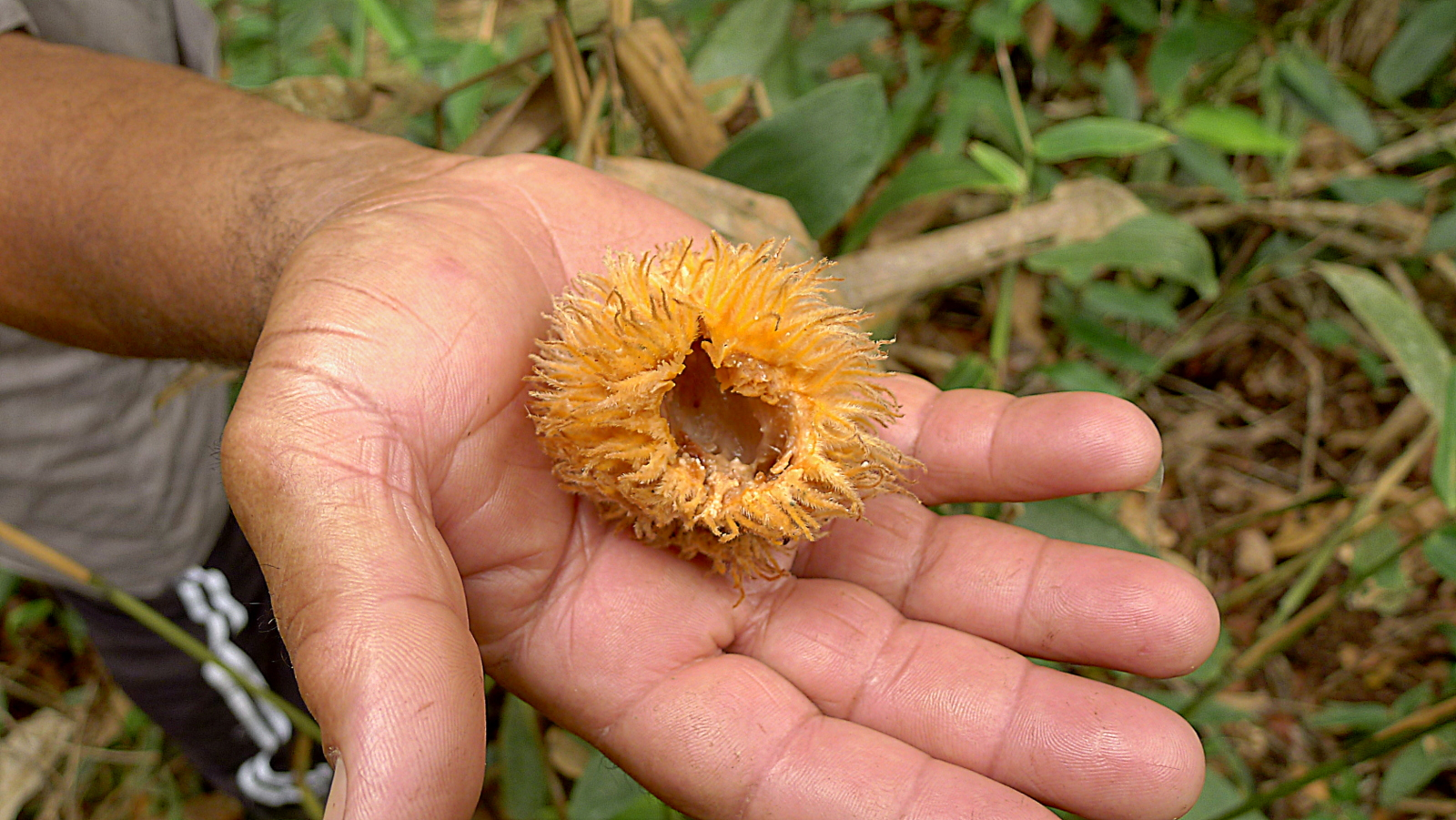
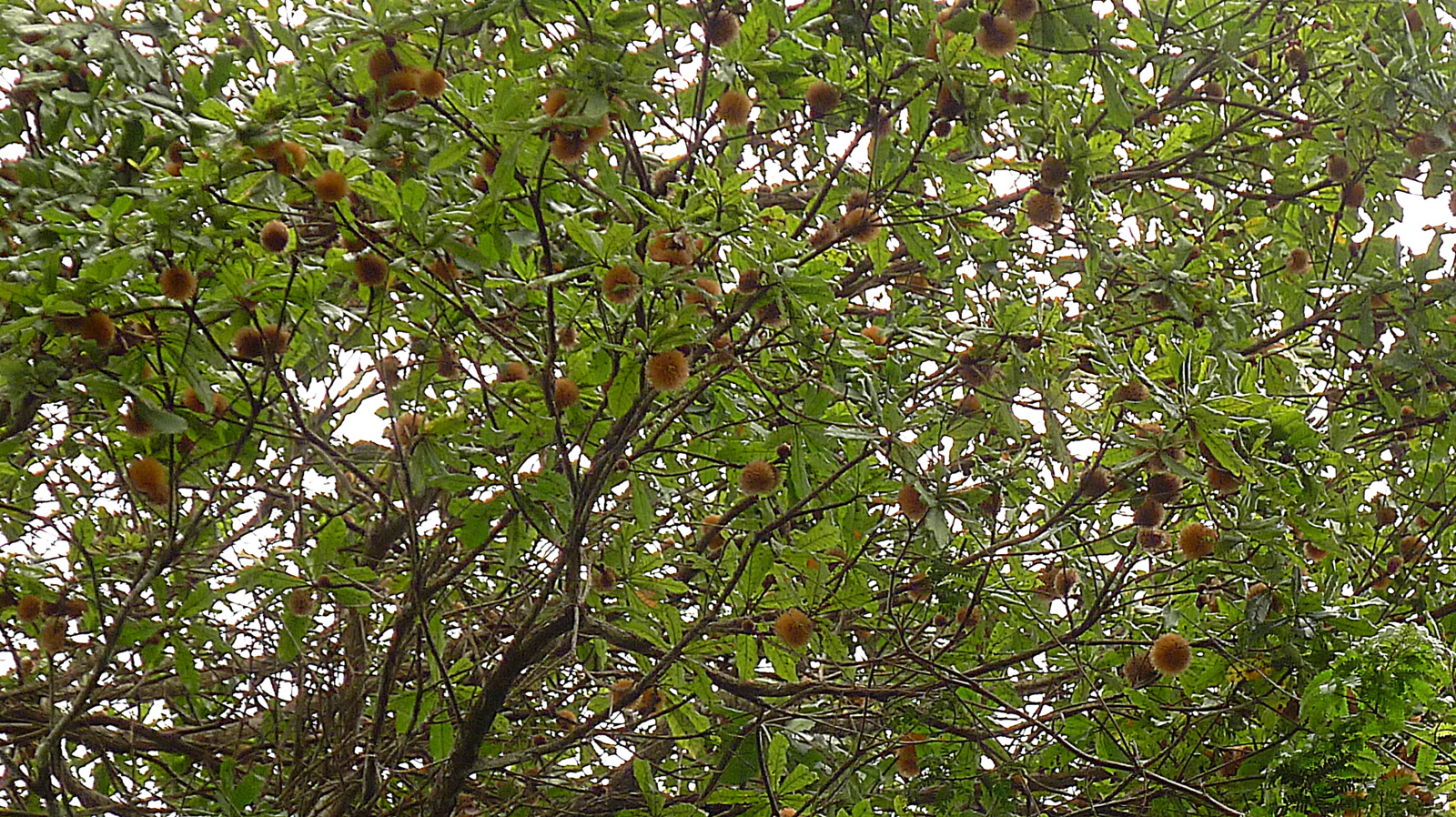